# ویلهلم اوکسنیوس
ویلهلم اوکسنیوس (انگلیسی: Wilhelm Oxenius; ۹ سپتامبر ۱۹۱۲ – ۱۳ اوت ۱۹۷۹) یک نظامی آلمانی در جنگ جهانی دوم بود.
اوکسنیوس از دستیاران آلفرد یودل، رئیس ستاد عملیات‌های فرماندهی عالی ورماخت در زمان جنگ جهانی دوم بود.
وی در زمان امضای تسلیم آلمان در رنس در فرانسه در ۷ مه ۱۹۴۵ به عنوان مترجم در هیئت آلمانی شرکت کرد. پس از اتمام جنگ دستگیر و در ۳ ژانویه ۱۹۴۸ آزاد شد.